# Nannobittacus tjederi
Nannobittacus tjederi är en näbbsländeart som beskrevs av George W. Byers 1965. Nannobittacus tjederi ingår i släktet Nannobittacus och familjen styltsländor. Inga underarter finns listade i Catalogue of Life.